# (11055) Honduras
(11055) Honduras est un astéroïde de la ceinture principale.

## Description
(11055) Honduras est un astéroïde de la ceinture principale. Il fut découvert le 8 avril 1991 à La Silla par Eric Walter Elst. Il présente une orbite caractérisée par un demi-grand axe de 2,42 UA, une excentricité de 0,23 et une inclinaison de 11,4° par rapport à l'écliptique.

## Compléments